# Jenno Berckmoes
Jenno Berckmoes (né le 4 février 2001 à Gand) est un coureur cycliste belge.

## Biographie
Jenno Berckmoes commence le cyclisme en 2014 au club Onder Ons Parike. Son meilleur résultat lors de ses deux années juniors (17/18 ans) est une sixième place au championnat de Belgique du contre-la-montre en 2019.
En 2020, il rejoint Home Solution-Soenens, un club belge amateur. Il ne participe qu'à deux courses UCI lors de cette saison, en raison de la pandémie de Covid-19. L'année suivante, chez les espoirs (moins de 23 ans), il est notamment sélectionné avec l'équipe nationale pour le Tour de l'Avenir (25e) et les mondiaux espoirs du contre-la-montre (22e). En Belgique, il remporte le Tour de Namur.
Il devient coureur professionnel en 2022 au sein de l'équipe Sport Vlaanderen-Baloise,. Lors de cette saison, il se classe notamment dixième  du championnat du monde sur route espoirs. En 2023, il commence sa saison avec une quatrième place au Grand Prix La Marseillaise. Durant cette année, il montre des qualités de grimpeurs-puncheurs.
En 2024, il rejoint l'équipe Lotto Dstny et se révèle aux yeux des suiveurs. Avec sa nouvelle équipe, il commence la saison avec plusieurs top 10 sur le Grand Prix La Marseillaise, l'Étoile de Bessèges et au Tour d'Oman. Lors de la Semaine internationale Coppi et Bartali, il décroche sa première victoire professionnelle à l'issue d'un sprint massif lors la dernière étape sur le vélodrome de Forlì. Il était déjà monté trois fois sur le podium lors des quatre étapes précédentes, ce qui lui permet de remporter le classement par points. En mai, il se classe troisième des Quatre Jours de Dunkerque, puis quatrième du Circuit franco-belge. Par la suite, il continue d'accumuler les places d'honneur : quatrième de la Course des raisins, cinquième du Tour de Slovaquie et du Tour du Danemark, ainsi que septième de l'Arctic Race of Norway. Le 28 août, il gagne au sprint le Muur Classic Geraardsbergen.

## Palmarès sur route

### Par années
- 2021
  - Champion de Belgique du contre-la-montre par équipes
  - Course de côte de Vresse-sur-Semois[6]
  - Tour de Namur :
    - Classement général
    - 3e et 4e (contre-la-montre) étapes

  - 3e du Tour du Pays Lionnais
- 2022
  - 10e du championnat du monde sur route espoirs
- 2024
  - 5e étape de la Semaine internationale Coppi et Bartali
  - Muur Classic Geraardsbergen
  - 3e des Quatre Jours de Dunkerque
- 2025
  - 4e étape du Tour de Belgique
  - 3e du Tour de Belgique
  - 8e de Gand-Wevelgem

### Résultats sur les grands tours

#### Tour de France
1 participation
- 2025 : 66e

### Classements mondiaux
| Année                                 | 2020  | 2021 | 2022 | 2023 | 2024 |
| ------------------------------------- | ----- | ---- | ---- | ---- | ---- |
| Classement mondial                    | 1758e | nc   | 625e | 800e | 106e |
| UCI Europe Tour                       | 1295e | nc   | 484e | nc   | 86e  |
|                                       |       |      |      |      |      |
| Légende : nc = non classéSource : UCI |       |      |      |      |      |

## Palmarès en gravel
- 2024
  -  Médaillé de bronze du championnat d'Europe de gravel